# Marguerite Snow
Marguerite Snow (Savannah ou Salt Lake City, 9 de setembro de 1889 — Los Angeles, Califórnia, 17 de fevereiro de 1958) foi uma atriz de cinema estadunidense, uma das mais conhecidas e populares da era do cinema mudo. Suas atuações, na grande maioria, foram em filmes feitos para os estúdios da Thanhouser Film Corporation.

## Biografia
Os pais de Marguerite eram William G. Snow, um comediante, e Marguerite West. Após o falecimento de seu pai, a atriz viveu e foi educada em Denver, Colorado, no Loretta Heights Academy.
Marguerite iniciou atuando em teatro, e sua carreira teatral começou em 1907, com James O'Neill na peça “The Count of Monte Cristo”. Mais tarde, seus diretores incluíram Henry W. Savage, J.W. Gates, Delamater & Norris e Walter Lawrence. Como um membro da companhia Belasco Theatre, em Washington, D.C., ela teve papéis em “Peter Pan”, “Old Heidelberg”, “The Christian”, “The Devil”, “The Road to Yesterday” e outras produções da época. Em 1908, ela apareceu no Garden Theatre, em Nova Iorque, na peça “The Devil”. Interpretou o papel título em “The College Widow”, sob direção de Henry W. Savage. Na costa oeste dos Estados Unidos, ela foi um sucesso na peça “Mrs. Temple's Telegram”.

## Dama do cinema mudo
O ingresso de Marguerite no cinema foi acidental. Em 1911, uma amiga estava atuando em um filme que estava sendo feito pela Thanhouser, e Marguerite a acompanhou para satisfazer sua curiosidade a respeito de como os filmes eram feitos. O chefe do estúdio a viu e a convenceu a aparecer no filme. Marguerite começou  a atuar em filmes mudos, portanto, em 1911, com o primeiro papel em “Baseball and Bloomers”, lançado pela Thanhouser em 6 de janeiro de 1911.

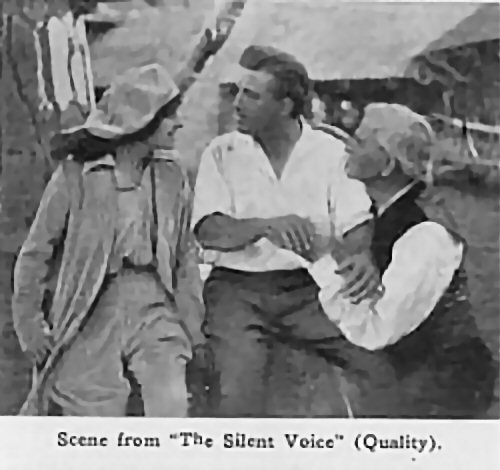
Cena do filme The Silent Voice (1915), com Francis X. Bushman, Frank Bacon e Marguerite Snow.

Marguerite Snow estrelou filmes da Thanhouser Film Company, em New Rochelle, Nova Iorque e do antigo estúdio Metro Pictures, antes de ele se tornar MGM. Ela não fez mais filmes após o início do cinema sonoro.
Tornou-se bastante popular na época, chegando a ficar em segundo lugar em popularidade (atrás apenas de Florence Turner), de acordo com uma lista de popularidade do “New York Morning Telegraph”, no outono de 1911. A edição de 17 de dezembro de 1911 creditava Turner em primeiro lugar com 135000 votos e, em seguida, Marguerite Snow, com 97950 votos, sendo que Mary Pickford ficara em terceiro lugar, com 64007, seguida de Octavia Handworth, 44853; Mabel Normand, 34049; Kathlyn Williams, 33224; Kitty Price, 28656; e Julia M. Taylor, 25114 votos.
O último filme da Thanhouser em que atuou foi “The Patriot and the Spy” (lançado em 7 de junho de 1915), que fora produzido durante a primeira semana de maio de 1915.
Na Metro Pictures, ela apareceu em nove produções, entre elas “Rosemary”, “The Upstart”, “A Corner in Cotton”, “His Great Triumph”, “The Half-Million Bribe” e “Notorious Gallagher”.
Em janeiro de 1917, foi anunciado que Marguerite atuaria na Artcraft Pictures Corporation, ao lado de George M. Cohan em seu primeiro filme, “Broadway Jones”. Mais tarde, atuaria nos filmes produzidos pela Astra Corporation para a Pathé, “The Hunting of the Hawk” (abril de 1917) e “The First Law” (agosto de 1918), e no filme da Metro lançado em 1919, “In His Brother's Place”.

## Filmografia seleta

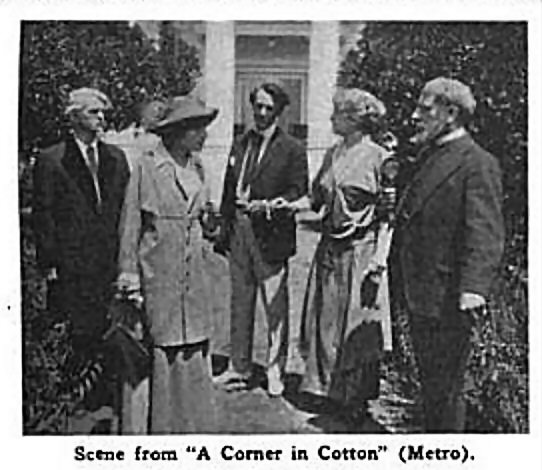
Cena do filme A Corner in Cotton, de 1916.

- “The Lady from the Sea” (1911), curta-metragem, filmagem da peça de Henrik Ibsen, A Dama do Mar
- "Baseball and Bloomers" (1911)
- "A Niagara Honeymoon" (1912)
- "The Caged Bird" (1913)
- “The Million Dollar Mystery” (1914) (seriado)
- "Zudora" (1914) (seriado)
- "The Silent Voice" (1915)
- "A Corner in Cotton" (1916)
- "Broadway Jones" (1917)
- "The Eagle's Eye" (1918) (seriado)
- "The Veiled Woman" (1922)
- "Kit Carson Over The Great Divide" (1925)

## Casamentos

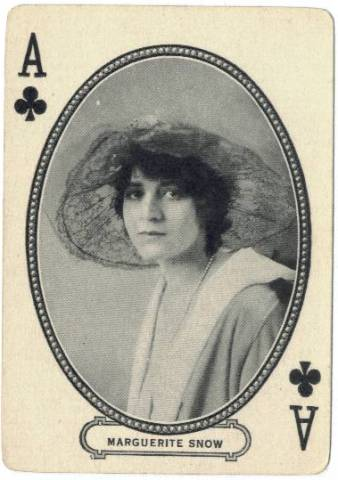
Card de Marguerite Snow

Marguerite foi casada duas vezes. Seu primeiro casamento foi com James Bosen, um diretor, cujo nome profissional era James Cruze. Ele era afiliado ao Famous Players-Lasky e um dos mais conhecidos diretores de cinema. Durante o processo de divórcio, em outubro de 1923, a atriz testemunhou que seu marido freqüentemente lhe batia. Uma surra pública foi a responsável por sua separação. O casal estava em uma festa quando a atriz encontrou James com outra mulher. A discussão que se seguiu acabou com Cruze batendo em sua esposa. Ela foi espancada no chão e um dos seus dentes foi comprometido. Isso ocorreu em dezembro de 1921. Eles haviam casado em janeiro de 1913. O casal teve uma filha, Julie Jane. Cruze mais tarde se casou com a atriz do cinema mudo Betty Compson.
Depois de se divorciar de Cruze, Marguerite se casou com Neely Edwards, comediante de cinema, em 25 de dezembro de 1925. Edwards tornou-se mestre de cerimônias de The Drunkard. Esta peça foi encenada continuamente em Hollywood, Califórnia, começando em 1933 e continuando até o final da década de 1950.
Em 1933, a filha de Marguerite e James Cruze, Julie Jane Cruze, recebeu nove propriedades de seu pai, em um momento que ele temia morrer de uma doença cardíaca. As propriedades eram localizadas em Flintridge, Califórnia. Aos vinte e quatro anos, compartilhou um tanto dos $150.000 da renda derivada do legado, com a mãe. Na época, Marguerite Snow tinha sido levada, por suas condições financeiras, a viver em um trailer.

## Morte
Em 1957, Marguerite sofreu uma operação renal, com complicações irreversíveis. Ela morreu, aos 68 anos, na Motion Picture Country Home, em 1958. A residência dos Edwards continuou a ser em 1930 Stewart Street, Santa Mônica, Califórnia. Os arranjos fúnebres foram realizados pela Forest Lawn Memorial Park, em Glendale.